# Global City Square
Global City Square (坏球都会广场, «Глобал-Сити-Скуэр», также известен как «Башня Чжуцзян-Нью-Сити» и IMP) — сверхвысокий небоскрёб, расположенный в деловом центре китайского города Гуанчжоу (находится на центральной оси офисного комплекса Чжуцзян, рядом с башней CTF Finance Centre). Построен в 2016 году в стиле модернизма, на начало 2020 года являлся пятым по высоте зданием города, 60-м по высоте зданием Китая, 70-м — Азии и 114-м — мира.
319-метровая офисная башня Global City Square имеет 67 наземных этажей, площадь небоскрёба — 180 650 м². Архитектором здания выступила гонконгская фирма Rocco Design Architects, застройщиком — China State Construction Engineering.

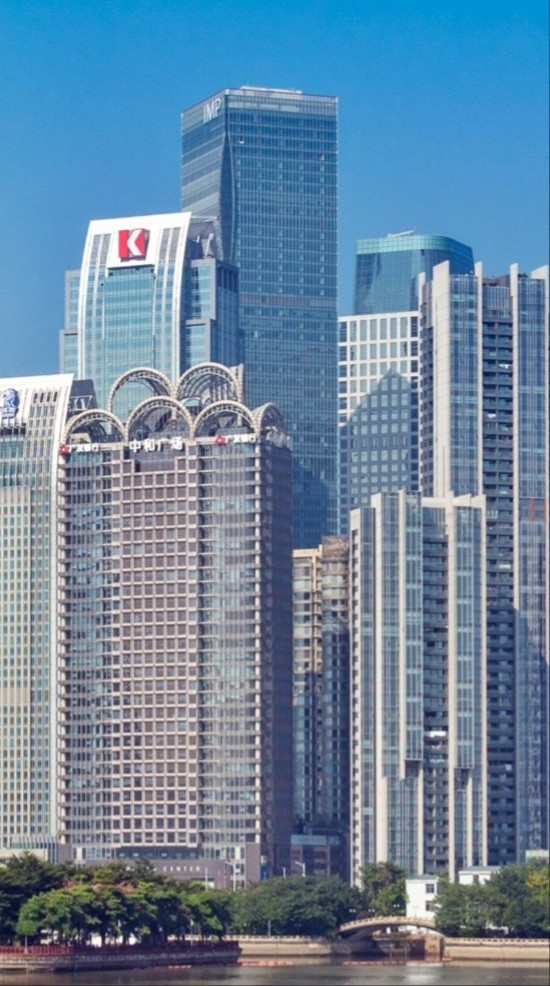
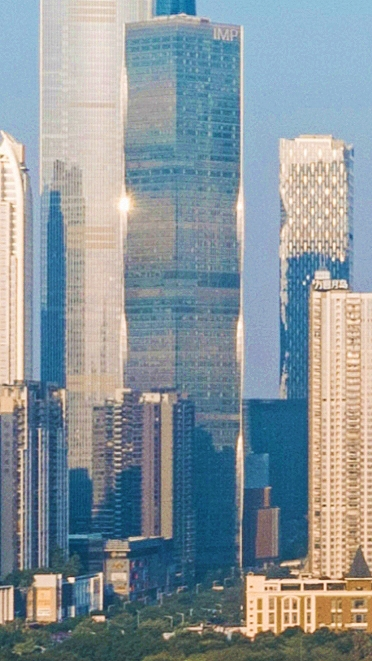
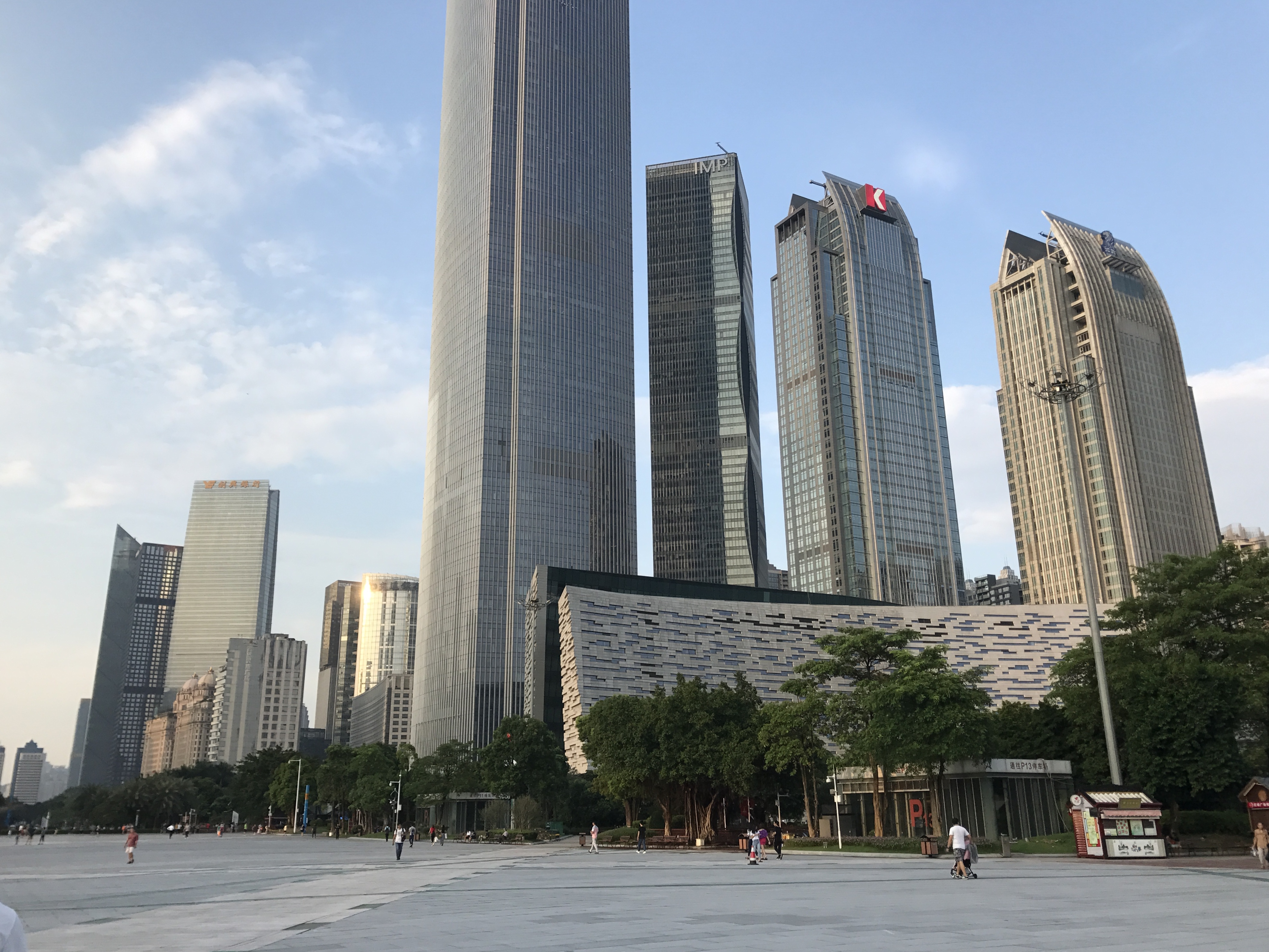
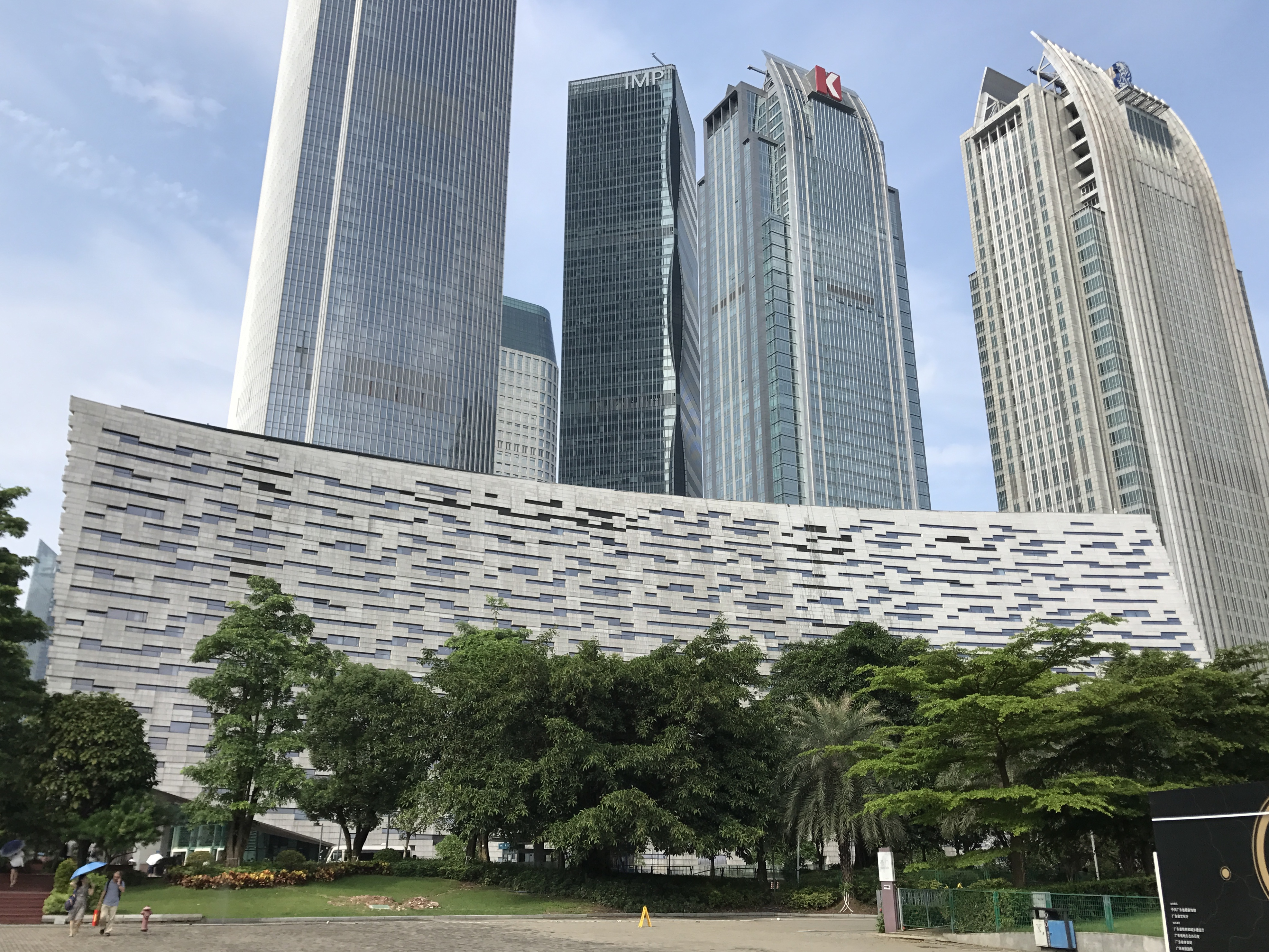